# Vicente Mondéjar Piccio
Vicente Mondéjar Piccio (Iloilo, 1º marzo 1927 – Belison, 28 aprile 2015) è stato un generale filippino, a capo dell’Aeronautica Militare Filippina durante gli ultimi anni della presidenza di Ferdinand Marcos.
Ha perduto autorità nell'Aeronautica Militare durante la Rivoluzione EDSA 1986 con la detenzione di alcuni piloti di elicottero che provvedevano alla protezione aerea delle truppe ribelli.
La perdita dei piloti d'élite dell'Aeronautica Militare, secondo gli analisti e storici, era un fattore chiave del successo conclusivo della rivolta in quattro giorni, appoggiata dai civili che ha abbattuto la presidenza di Marcos.